# Nadzwyczajne obostrzenie kary
 Nadzwyczajne obostrzenie kary – instytucja prawa karnego materialnego polegająca na wymierzeniu kary powyżej górnej lub dolnej granicy zagrożenia przewidzianego w sankcji za dane przestępstwo albo ograniczenia możliwości wyboru przez sąd rodzaju kary, gdy występują sankcje alternatywne.
W przeciwieństwie do nadzwyczajnego złagodzenia kary Kodeks karny przewiduje wyczerpujący katalog sytuacji, w których sąd może lub musi zastosować nadzwyczajne obostrzenie kary:
1. sprawca przestępstwa popełnił je w warunkach recydywy specjalnej lub multirecydywy,
2. sprawca z popełniania przestępstw uczynił sobie stałe źródło dochodu,
3. sprawca popełnił przestępstwo działając w zorganizowanej grupie albo związku mającym na celu popełnianie przestępstw,
4. sprawca popełnił występek o charakterze chuligańskim,
5. sprawca popełnił przestępstwo o charakterze terrorystycznym
6. sprawca wypadku drogowego był w stanie nietrzeźwości lub pod wpływem środka odurzającego albo uciekł z miejsca zdarzenia (ten ostatni wypadek jest przez niektórych autorów uważany nie za nadzwyczajne obostrzenie kary, ale wręcz za oddzielny (kwalifikowany) typ czynu zabronionego).